# Elektrofor
For fiskefamilien Electrophoridae, se elektrisk ål
En elektrofor er en enkel manuel elektrisk generator, som anvender en slags kondensator til at producere elektrostatisk ladning via processen elektrostatisk induktion. Den første version blev opfundet i 1762 af den svenske professor Johan Carl Wilcke,
og den italienske videnskabsmand Alessandro Volta forbedrede og populariserede apparatet i 1775,
og bliver nogle gange forkert krediteret som ophavsmand for opfindelsen.
Ordet elektrofor blev lavet af Volta fra græsk ήλεκτρον ('elektron') - og ϕέρω ('phero'), der betyder 'electricitetsbærer'.

## Beskrivelse og virkemåde
Elektroforen består af en dielektrisk plade (oprindelig en 'kage' af harpiksagtig materiale såsom beg eller voks, men i moderne versioner anvendes elektrisk isolerende plast) og en metalplade med et isolerende håndtag.
Trin:
1. Metalpladen holdes væk fra den dielektriske plade og jordes, så den er uladet.
2. Den dielektriske plade lades statisk via den triboelektriske effekt ved at gnubbe den mod pels eller tøj. (I denne beskrivelse antages det, at den dielektriske plade bliver negativt ladet ved gnubning.)
3. Metalpladen placeres nu på den dielektriske plade. (Den dielektriske plade overfører via elektrisk ledning kun en minimal mængde ladning fra dens overflade og til metalpladen, fordi den mikroskopiske kontakt er ringe.) Den dielektriske plades ladnings stærke elektrostatiske felt forårsager, at metalpladens ladning omfordeles: Metalpladens side mod den negativt ladede dielektriske plade vil blive positivt ladet - samtidig vil den fortrængte negative ladning blive sendt til metalpladens side modsat den dielektriske plade. Metalpladens samlede ladning er dog stadig nul.
4. Nu jordes metalpladen, hvilket forårsager, at den nu er positivt ladet. Jordingen kan fx gøres med en finger og varer et kort øjeblik.
5. Nu fjernes den positivt ladede metalplade fra den dielektriske plade uden at røre ved metallet.[3] Da metalpladens positive ladning ikke forsvinder umiddelbart, kan denne anvendes til eksperimenter. Metalpladens spænding kan været meget høj.

Når metalpladens positive ladning er brugt, kan den uladede metalplade lades op igen via ovenstående trin. Metalpladen kan lades op stort set så ofte som ønsket - og det kan gøres med samme statiske negative ladning på den dielektriske plade, da denne ladning stort set ikke forbruges. Det var grunden til, at Volta kaldte den elettroforo perpetuo (evighedselectricitetsbæreren).
I praksis vil den dielektriske plades ladning lække væk (i løbet af nogle dage) gennem den dielektriske plades overflade - og/eller atmosfærens luft vil rekombinere med modsat ladning, så den dielektriske plade til sidst er neutralt ladet.
En af de største eksempler på en elektrofor blev bygget i 1777 af den tyske videnskabsmand Georg Christoph Lichtenberg. Elektroforen var 2 meter (6 fod) i diameter - og metalpladen blev hævet og sænket via et mekanisk system. Det blev rapporteret at elektroforen kunne producere 38 cm (15 tommer) lange gnister. Lichtenberg anvendte den til at skabe mærkelige trælignende mønstre som kaldes Lichtenberg-figurer.

## Ladningens ophav
Den elektriske ladning i universet er bevaret. Elektroforen separerer bare et elektrisk ledende stofs positive og negative ladning. En positiv (eller negativ) ladning ender op på metalpladen (eller på et andet elektrisk ledende rumligt ladningslager) - og den modsatte ladning gemmes i et andet objekt efter jording (i jorden eller personen, som rører metalpladen).
To modsat ladede objekter vil tiltrække hinanden. Derfor kræver det mekanisk arbejde at separere metalpladen fra den dielektriske plade. Denne mekaniske energi bliver konverteret til elektrisk potentiale grundet separeringen af ladningerne. Derfor vil separeringen af metalpladen øge dens spænding i forhold til jorden.
Elektroforen er derfor en manuel elektrostatisk generator, som anvender de samme elektrostatiske principper som andre elektrostatiske generatorer såsom Wimshurst-generatoren og Van de Graaff-generatoren.